# Чили кон кесо
Чили кон кесо (на испански: Chili con queso – чили със сирене) е дип-сос, приготвен от разтопено сирене, чили, домати и различни подправки, разпространен в мексиканската кухня и в кухнята на Тексас и САЩ. Често се поднася заедно с царевичен чипс (начос) — тази комбинация е популярна закуска в Мексико и Тексас.

## Външни прапратки
- Brownstone, Cecily, "Chili con Queso Tasty Dip", Spokane Daily Chronicle, 27 юни 1972 г.